# Guerras parto-seléucidas
Las guerras parto-seléucidas fueron una serie de conflictos entre el Imperio seléucida y los partos, que concluyeron con la definitiva expulsión de los griegos de Persia y la fundación del Imperio parto. La causa de las guerras fue la migración de los pueblos iranios por Asia Central y la incapacidad de los seléucidas de defender sus vastos dominios.

## Orígenes
La familia arsácida proviene de la tribu de los parnos, que era parte de una confederación formada por los nómadas dahes, que se asentaron en la antigua provincia aqueménida de Partia.
La mayoría de las fuentes que cuenta su historia son fragmentarias y hostiles a ellos, pero según la leyenda los hermanos Arsaces y Tirídates se sublevaron contra el sátrapa Andrágoras, súbdito del rey seléucida Antíoco II Theos, hacia 247 a. C. Nueve años más tarde habrían proclamado un «reino autónomo» con el mayor, Arsaces, como monarca. Sin embargo, historiadores modernos cuestionan la existencia de Tirídates, reconociendo solo la existencia del primero. No se sabe exactamente qué sucedió en aquel periodo y ni siquiera hay una lista unánimemente aceptada de reyes. Este primer rey parto rechazó una campaña de castigo de Seleuco II Calinico en 228 a. C., quien debió volver a Asia Menor a reprimir una revuelta.
En 211 a. C. Arsaces II, hijo del primero, sucedió a su progenitor y enfrentó una campaña punitiva de Antíoco III el Grande apenas dos años después, quien le atacó con 100 000 infantes y 20 000 jinetes. El seléucida logró arrebatarles la parte meridional de su pequeño reino y hubo que esperar hasta Fraates I para que la expansión se reiniciara, llegando a las Puertas Caspias. Sin embargo, sería Mitrídates I el que convirtió a los partos en una potencia poderosa.

## Ascenso de los arsácidas y decadencia de los seléucidas
En 175 a. C. es entronizado Antíoco IV Epífanes quien, deseoso de solucionar los problemas orientales de su reino, envió al general Eucrátides contra el Reino grecobactriano, que se consideraba un mero bastión rebelde, y al sátrapa Timarco a la Media, mientras él mismo se encargaba de subyugar a Artaxias I de Armenia. Sin embargo, tras su muerte en 164 a. C., su reino cayó en el caos y Mitrídates I aprovechó para despojar a los grecobactrianos, ahora gobernados por Eucrátides, de sus territorios occidentales, y atacar a Timarco, que se había autoproclamado rey de la Media. Timarco resistió al arsácida pero sería vencido y muerto por el seléucida Demetrio I Sóter poco después. Durante ese desconcierto, Mitrídates I volvió a atacar y en 148 a. C. tomó Ecbatana y conquistó toda la Media. Por entonces las luchas sucesorias en Antioquía, capital seléucida, continuaban e imposibilitaban detener a sus rivales.
En 141 a. C. Mitrídates I tomaba Babilonia y Seleucia del Tigris y conquistaba Hircania. Entre tanto, sus generales vencía al rey Kamniskires I Megas Sóter de Elymaida, vasallo de los seléucidas que se había proclamado independiente en Susa en 147 a. C. En 139 a. C. Demetrio II Nicátor intentó recuperar sus territorios orientales pero los generales partos lo vencieron y capturaron, llevándolo ante Mitrídates I. Es posible que para entonces los reyes grecobactrianos hubieran elegido el vasallaje ante los arsácidas.
Poco después, la larga y exitosa vida de Mitrídates I llegaba a su fin y lo sucedía el joven Fraates II, justo cuando los yuezhi y wusun, expulsados de sus tierras originales por los xiongnu, amenazaban con invadir su reino desde Asia Central. Además, en 130 a. C., Antíoco VII Evergetes recuperó Babilonia al mando de una masa de 300 000 personas, de las que sólo 80 000 eran soldados y el resto seguidores de campamento. Luego siguió hacia la Media. Todo esto fue posible por el caos producido por la rebelión de un tal Tigraios en Susa, quien combatió a los arsácidas entre 137 y 132 a. C.
Los seléucidas dejaron varias guarniciones durante el invierno en la Media, pero estos soldados se desorganizaron y empezaron a abusar de las ciudades exigiéndoles partes muy importantes de sus víveres. Fue fácil para los arsácidas promover una guerra de guerrillas en la primavera siguiente. Poco después, en 129 a. C., Antíoco VII intentó recuperar la situación trayendo tropas de refuerzo desde Siria, pero fue emboscado en su campamento por el ejército arsácida cerca de Ecbatana y murió. Casi todos sus soldados murieron o fueron capturados. Las fuentes antiguas hablan de 300 000 muertos, cifra sin duda exagerada.

## Consecuencias
Fraates II quiso aprovechar su victoria e invadir Siria pero la invasión de los sacas en el este le obligó a distraer sus esfuerzos. Estos nómadas saquearon todo a su paso desde Bactria hasta Mesopotamia y posiblemente muchos de ellos eran mercenarios del ejército parto, pero se habían rebelado tras enterarse del fin de la campaña al morir Antíoco VII; irónicamente, ahora Fraates II reclutó a los prisioneros seléucidas para luchar contra sus antiguos aliados. Sin embargo, en 128 a. C., estos griegos, al ver la poderosa fuerza saca, huyeron y los arsácidas fueron rodeados y masacrados, incluyendo su rey. Le sucedió su tío Artabano I, quien pudo derrotar a los sacas, pero debió enfrentar a los tocarios, que cruzaron el río Oxus y le dieron muerte en batalla.
Sería Mitrídates II el Grande quien expulsase definitivamente a la amenaza nómada. Pero antes debía reconquistar la región, que desde la muerte de Antioco VII había quedado en manos de sátrapas que se habían autoproclamado reyes en varias ciudades. Hacia 122 a. C. Mitrídates II conquistó Babilonia. La convirtió en el centro del imperio, probablemente porque su Partia de origen estaba muy expuesta a los ataques de los pueblos migrantes. Cuando murió en el año 91 a. C., Partia se sumergió en un período continuo de guerras civiles por el trono, mientras el debilitado poder seléucida encaraba el expansionismo agresivo de la República romana, el Reino del Ponto de Mitrídates VI el Grande y la Armenia de Tigranes II el Grande.

### Antiguas
- Marco Juniano Justino (1853).  Bohn, Henry G., ed. Epitome of Pompeius Trogus' Philippic Histories (John Selby Watson, trad.) (en inglés). Londres.

### Modernas
- Bivar, Adrian David Hugh (1983). «The political history of Iran under the Arsacids».  En Yarshater, Ehsan, ed. The Seleucid, Parthian and Sasanian periods. The Cambridge History of Iran (en inglés) 3 (1). Cambridge University Press. pp. 21-99. ISBN 0-521-20092-X.
- Debevoise, Neilson C. (1938). A Political History of Parthia (en inglés). University of Chicago Press.
- Rawlinson, George (1873). The Sixth Great Oriental Monarchy or the Geography, History, and Antiquities of Parthia (en inglés). Londres: Longmans, Green & Co.
- Tarn, William W. (1923). «Parthia». The Last Age of the Roman Republic, 146-43 BC. The Cambridge Ancient History (en inglés) 9. Cambridge University Press. pp. 574-613.

- Datos: Q4207759